# Чилийский фламинго
Чилийский фламинго (лат. Phoenicopterus chilensis) — вид птиц из семейства фламинговых. Крупный фламинго с бледно-розовым, но достаточно ярким оперением, бледным у основания клювом и ярко-розовыми суставами и перепончатыми лапами. Последнее является одним из отличительных признаков вида. Самый распространённый фламинго Южной Америки; обитает на территории от Перу до архипелага Огненная Земля на высоте до 4500 метров. В высокогорных Андах делит ареал с андским фламинго и фламинго Джеймса.
Чилийский фламинго питается маленькими водными беспозвоночными и диатомовыми водорослями. Потомство выводит в обширных колониях на просторных плоских и илистых пляжах, преимущественно островных, где строит конусообразные гнёзда. Откладывает одно белое яйцо. Вылупившиеся птенцы проходят несколько стадий развития, дважды сменяя пуховой наряд.
Чилийский фламинго был описан чилийским натуралистом Хуаном Игнасио Молиной в 1782 году. Международный союз орнитологов относит данный вид к роду фламинго и не выделяет подвидов. Во время переписи 2010 года было отмечено 280 752 особи, численность вида была оценена в 300 тысяч птиц.

## Описание
Чилийский фламинго — крупная птица с длиной тела 105 см и массой 1720—2500 г. По другим данным, длина тела чилийского фламинго составляет 110—130 см, масса — 2500—3500 г, а размах крыльев — 120—150 см.
Оперение чилийского фламинго бледно-розовое. Данный вид значительно бледнее красного фламинго (Phoenicopterus ruber), но ярче розового (Phoenicopterus roseus). Голова окрашена в белый цвет, на лопатках и крыльях перья малиновые. Во время сезона размножения на горле и груди могут появляться ярко-розовые участки. У стоящего фламинго плечевые перья и перья надхвостья образуют «бахрому» и частично скрывают крылья и хвост. Яркая окраска оперения фламинго обусловлена каротиноидами, получаемыми вместе с кормом. Они быстро разрушаются на свету, и в условиях искусственного содержания, если птиц не кормить продуктами, содержащими эти пигменты, они быстро теряют оттенки розового, становясь полностью белыми. Основным пигментом у всех фламинговых является кантаксантин, помимо него в перьях чилийского фламинго присутствуют феникоксантин, астаксантин и более редкий феникоптерон. В крови чилийского фламинго около 80 % пигментов представлены кантаксантином, до 20 % — феникоптероном, и в очень малых количествах — феникоксантином и астаксантином. Линька у всех представителей семейства очень нерегулярна. Оперение молодых птиц серое с коричневыми и розовыми отметинами.
Все фламинго обладают сильно изогнутым массивным клювом. Полная длина клюва чилийского фламинго по прямой составляет 11,0 см, а длина от точки перегиба до кончика клюва — 7,0 см, точка перегиба расположена ближе к основанию клюва. Длина клюва меньше, чем у остальных представителей рода, однако пропорции отличаются: по высоте и ширине клюв находится между таковым у розового и красного фламинго. У чилийского фламинго основание клюва очень светлое, белое или бледно-розовое, а чёрный кончик продолжается за изгиб клюва. Раскраска клюва отличается у различных особей, что позволяет использовать это свойство для идентификации отдельных особей.
Ноги чилийского фламинго желтовато-серые, заметно светлее, чем у остальных представителей семейства. Колени и перепончатые лапы окрашены в ярко-розовый цвет. Очень длинные ноги и шея фламинго, возможно, призваны держать голову птиц подальше от раскалённой земли. Вместе с тем, длина ног у чилийского фламинго меньше, чем у красного фламинго.
Вокализация чилийского фламинго напоминает звуковые сигналы гусей. Основными позывками являются носовые «ka-ha-hann» или «ro-ro-roh» и более протяжный «cuuuuh», произносимый в той же тональности. В крупных стаях гоготание поддерживается непрерывно.

Внешний вид чилийского фламинго
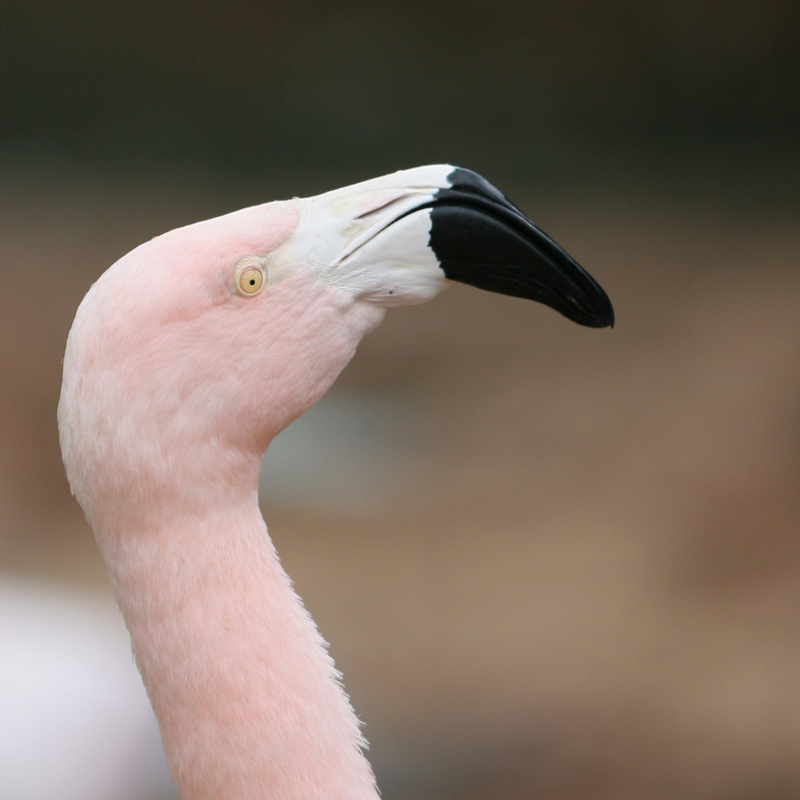
Голова и клюв
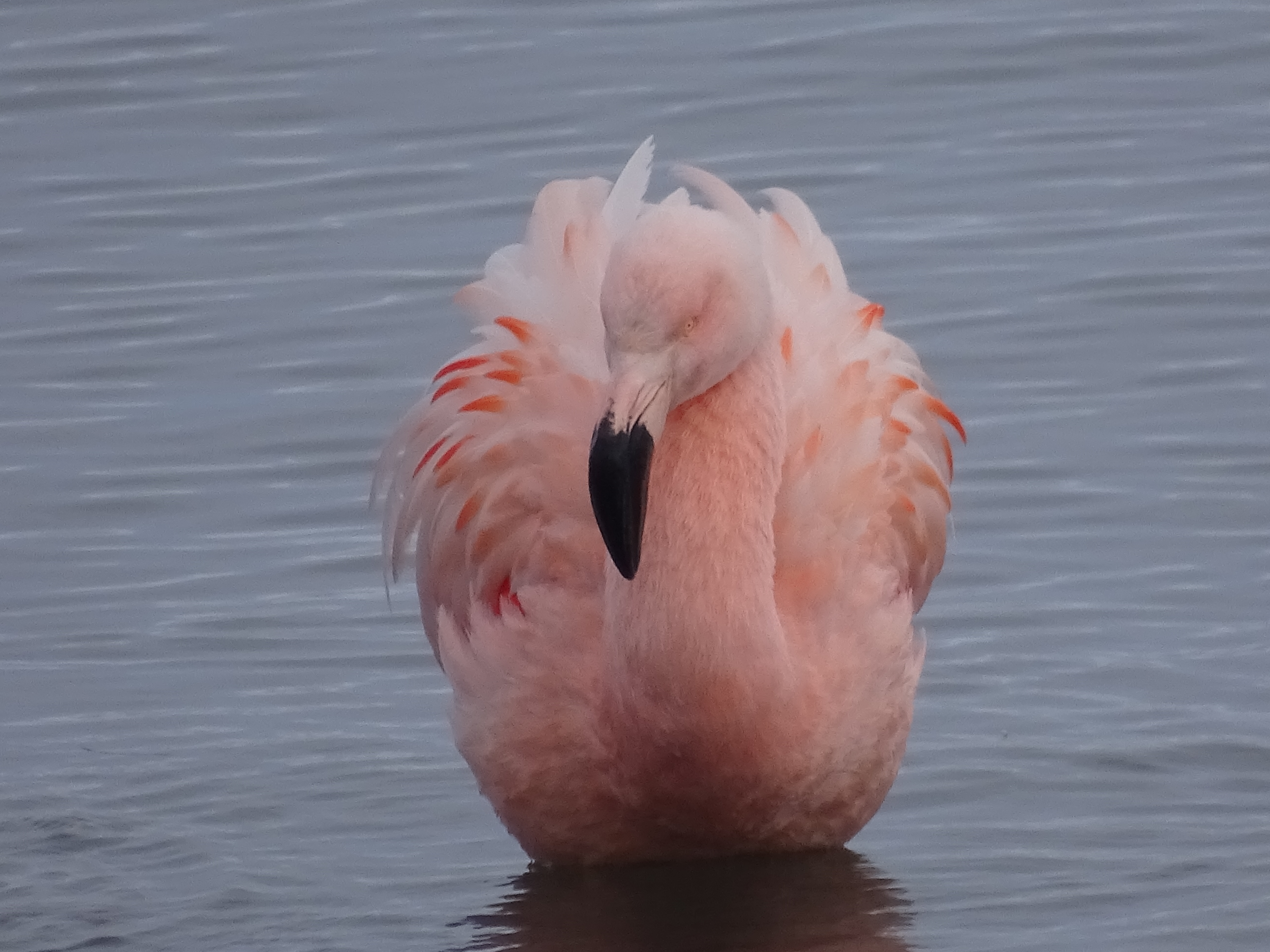
Оперение тела
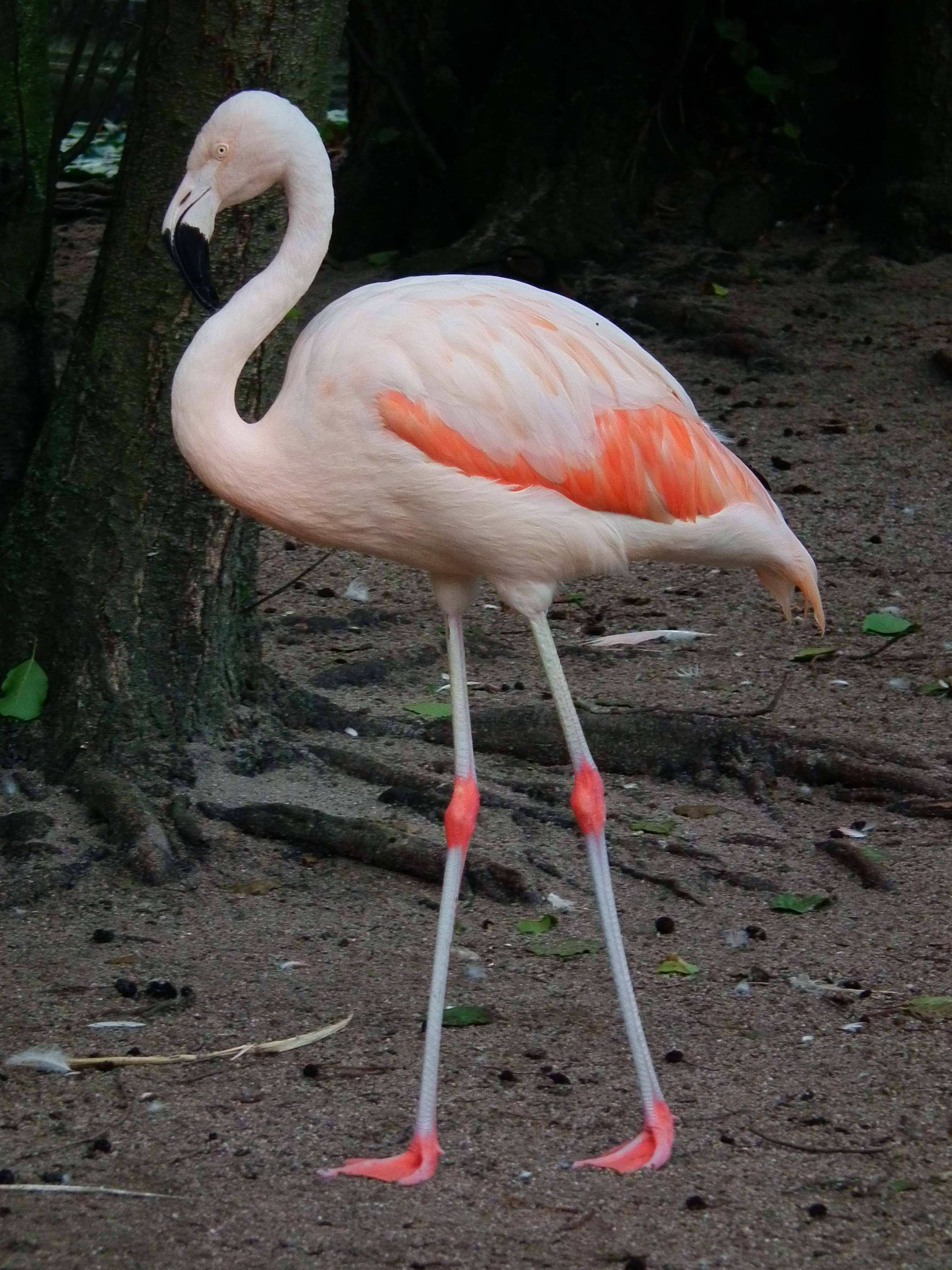
Яркие колени
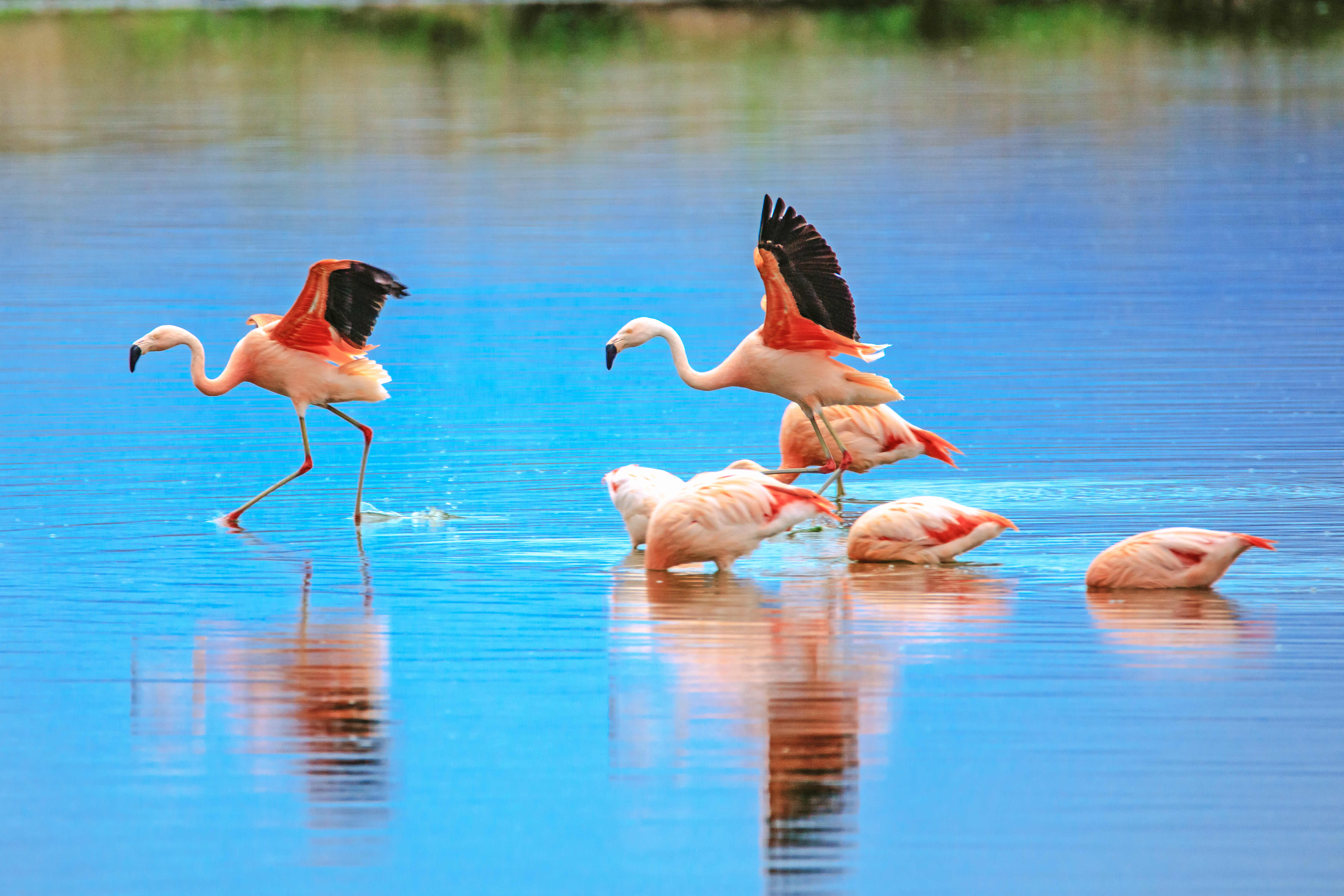
Чёрные маховые перья

## Распространение

### Ареал
Чилийский фламинго широко распространён на всём юге Южной Америки, его ареал включает территорию от Перу до архипелага Огненная Земля, от Эквадора до Бразилии и Уругвая. Северная граница ареала расположена в горах около озера Хунин в Перу. В Чили птиц отмечают в эстуариях на морском побережье в обширном регионе от провинции Паринакота (около 20° ю. ш.) до провинции Огненная Земля (около 52° ю. ш.). Гнездовые колонии обычно устраивают на территории Боливии, Аргентины и Чили. Птицы из южных регионов Чили гнездятся на территории Аргентины в Патагонии, гнездовые колонии формируются только на крайнем севере страны. Нерегулярные гнездовые колонии малого размера возможны в Перу и Парагвае. В Парагвае птиц впервые отметили в 1937 году, основным местом обитания являются лагуны в бассейне Чако на западе страны. По данным 2000—2005 годов в Парагвае отмечают всё больше чилийских фламинго в разное время года. За пределами сезона размножения птицы встречаются в Уругвае, Эквадоре, на юге и юго-востоке Бразилии, достигают Фолклендских островов. Площадь ареала составляет 7 680 000 км².
Основной средой обитания являются лагуны, эстуарии и солёные озёра. Чилийские фламинго могут обитать как на уровне моря, так и на высоте до 4500 метров. Предпочитают озёра, в которых не водится рыба. Часто это озёра с повышенной солёностью, которые периодически могут пересыхать.
Ареал чилийского фламинго пересекается с ареалами двух самых редких представителей семейства — фламинго Джеймса (Phoenicoparrus jamesi) и андского фламинго (Phoenicoparrus andinus). Эти два вида в основном встречаются на высокогорных озёрах, их крайне редко можно встретить за пределами Альтиплано — высокогорного плато между западными и восточными хребтами Анд, богатого озёрами. Во время экспедиции Альфредо Уильяма Джонсона (Alfredo William Johnson) в 1957 году в Чили исследователи отметили, что в южной части страны чилийские фламинго преобладают над андскими, но по мере продвижения на север последних становится заметно больше. В отличие от фламинго Джеймса и андского фламинго, чилийские фламинго распространены заметно шире. Во время переписи 2000 года больше всего чилийских фламинго было отмечено на солончаке Салар-де-Сурире, озёрах Паринакочас, Уру-Уру и Поопо.

### Миграция
Международный союз охраны природы относит чилийского фламинго к мигрирующим видам. За пределами сезона размножения обитающие высоко в горах птицы совершают высотные кочёвки, опускаясь к тихоокеанскому побережью или на Центральные равнины в Аргентине. В феврале—мае птицы покидают озеро Хунин, где в это время высокий уровень воды. В сентябре птицы улетают на север с архипелага Огненная Земля. Богатое фитопланктоном в зимнее время морское побережье Чили, в том числе на острове Огненная Земля, привлекает большое количество мигрирующих птиц. Зимой чилийские фламинго регулярно долетают до Уругвая и юга Бразилии, в сентябре—декабре могут достигать юго-востока Бразилии. В штате Риу-Гранди-ду-Сул в Бразилии птиц отмечают в большом количестве в апреле—сентябре. Изредка чилийские фламинго достигают Эквадора, преимущественно юго-западного побережья к северу от провинции Манаби. Часто зимующих птиц отмечали в Парагвае, в 2005 году в Чако было отмечено рекордных 5200 птиц, что составляет около 2,5 % общей численности чилийских фламинго. Вместе с тем, птицы могут оставаться около горячих источников, расположенных на озере Лагуна-Колорада в Боливии и других озёрах Альтиплано, несмотря на то, что большая их часть из-за суровых погодных условий покрыта льдом.
Переписи в зимние месяцы показывали меньшее количество чилийского фламинго, чем в летние: 39 087 в январе 1997 и 25 777 в январе 1998 против 83 300 в июле 1998 года и 44 245 в июле 2000 года. Это связано с тем, что в зимние месяцы птицы спускаются с гор на меньшие высоты, а излюбленные места обитания чилийского фламинго в горах остаются неизвестными.
Помимо высотных кочёвок за пределами сезона размножения птицы могут перемещаться между озёрами.

Места обитания чилийского фламинго
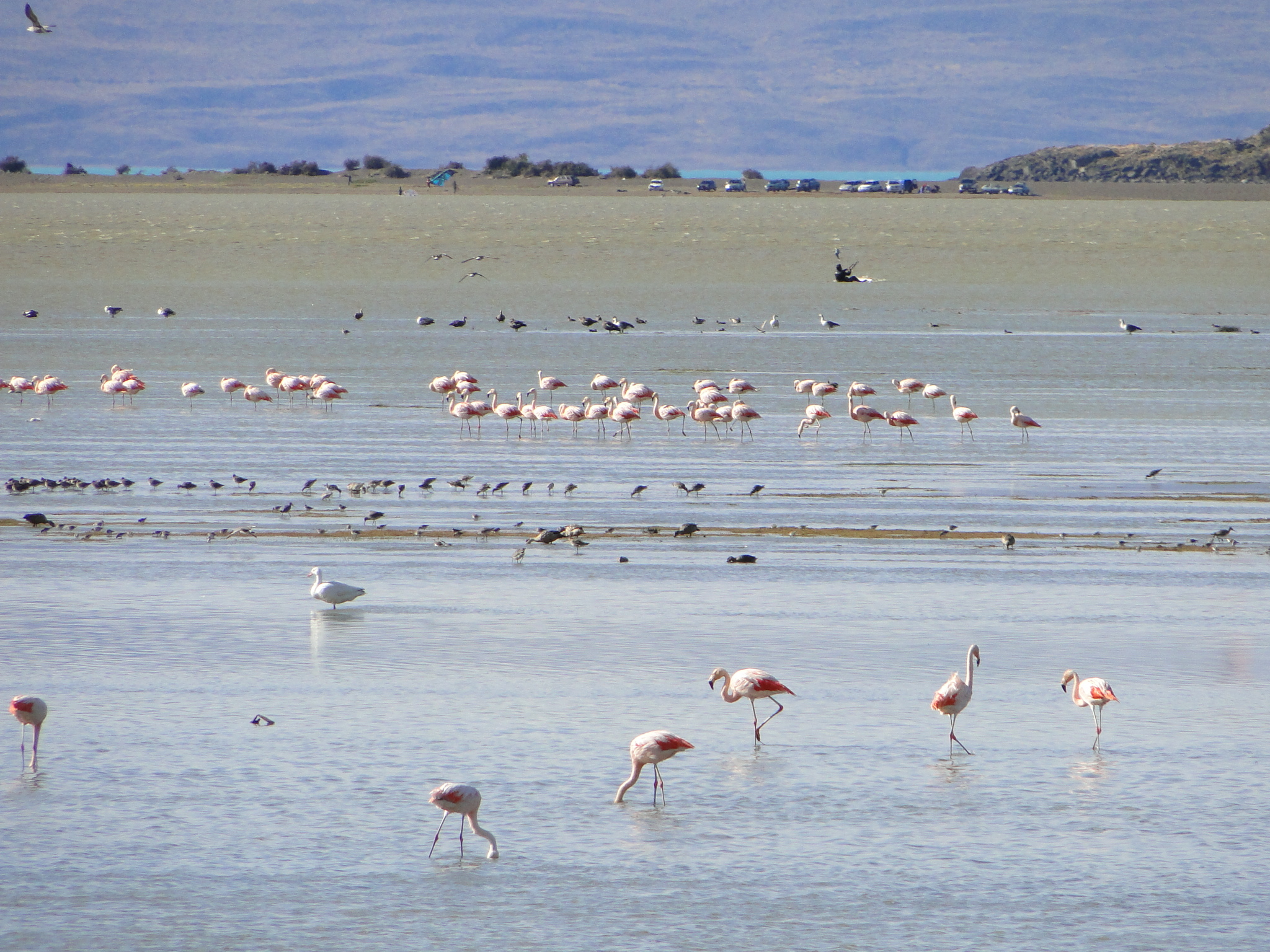
Лагуна Нимез[исп.] в Аргентине
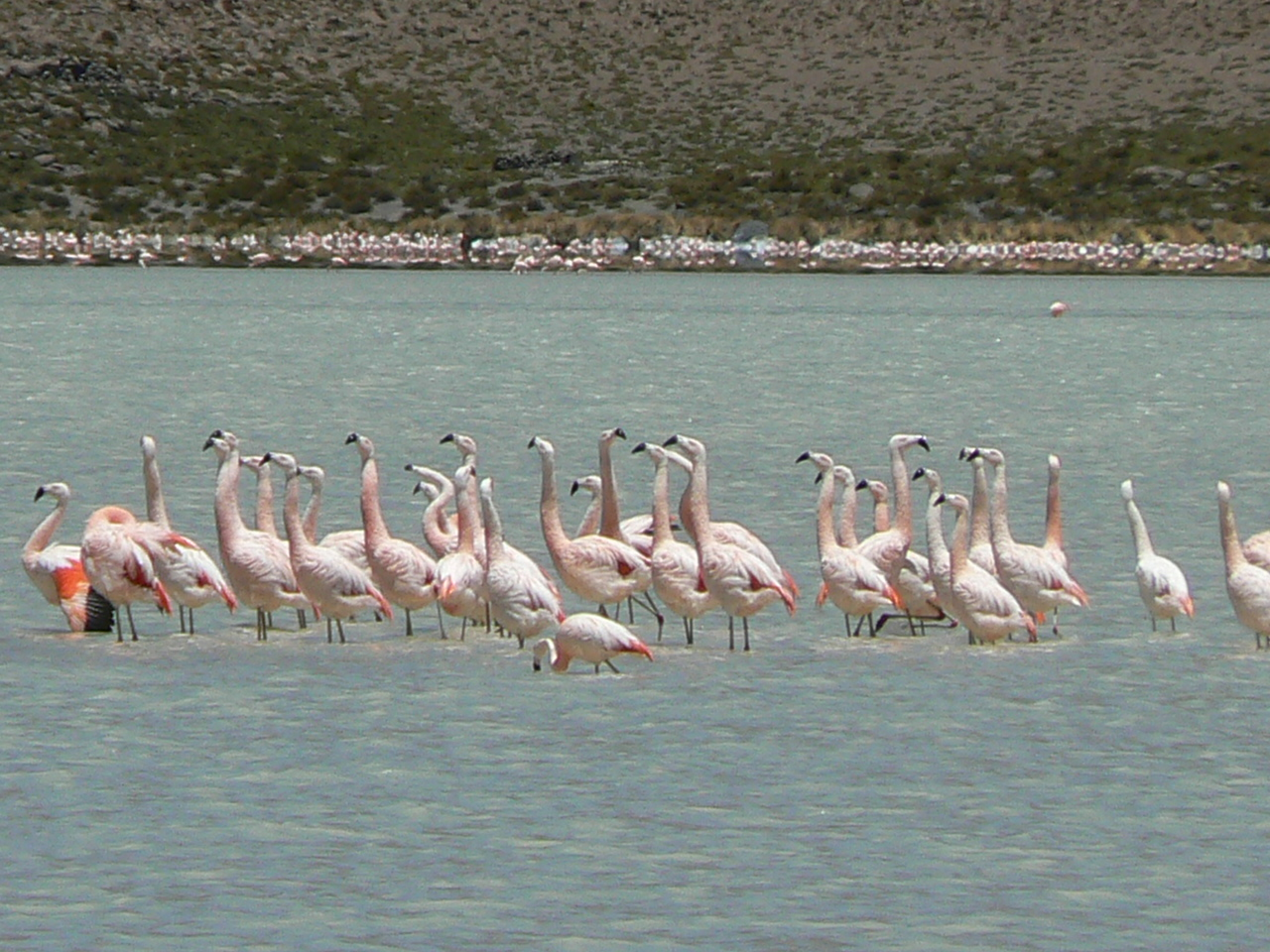
Озеро Каньяпа в Боливии
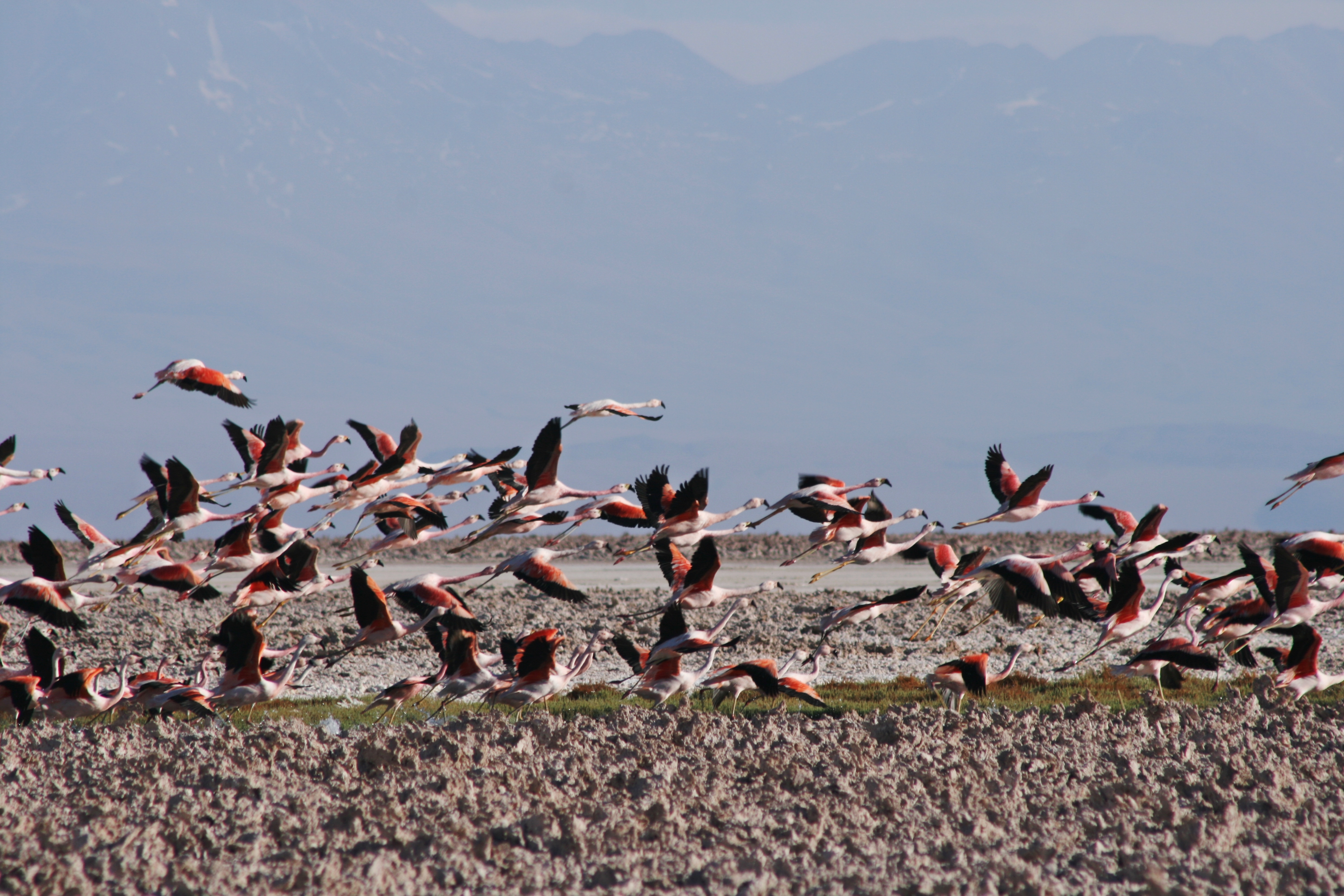
Район Сан-Педро-де-Атакама в Чили
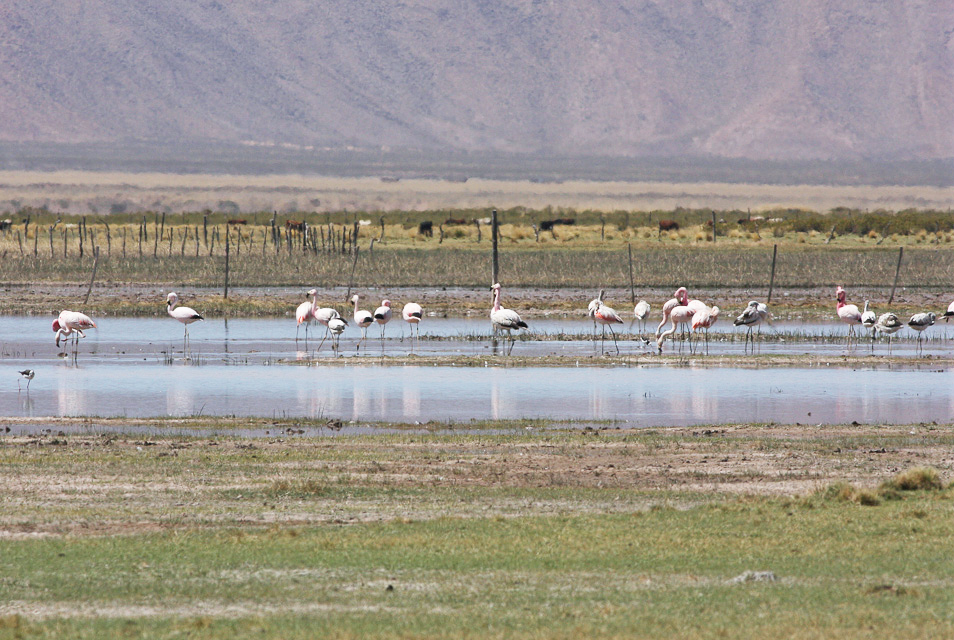
Река Яви (Yavi) в Аргентине

## Питание

### Рацион
Рацион чилийского фламинго включает водных беспозвоночных, в том числе артемий (Artemia), веслоногих ракообразных (Copepoda), ветвистоусых (Cladocera), ракушковых (Ostracoda), бокоплавов (Amphipoda), а также личинки и куколки двукрылых (Diptera), в том числе представителей родов Paratrichocladius и Ephydra, полужесткокрылых (Hemiptera) и улиток.
Согласно исследованиям помёта на побережье архипелага Чилоэ на юге Чили, опубликованным в 2014 году, основу рациона чилийского фламинго в этом регионе составляют Ammonia beccarii и представители рода Harpacticus. Размеры Ammonia beccarii при этом составляли 400—900 мкм в длину и 100—300 мкм в ширину (в основном в пищу попадали организмы размером 500—700 мкм и 200—300 мкм, соответственно). Размеры Harpacticus составляли 160—260 мкм, в основном — 180—220 мкм. Диатомовое водоросли в этом регионе преимущественно имеют размеры 20—105 мкм (на озёрах Альтиплано, где они составляют основу рациона короткоклювых фламинго — 58—140 мкм). В желудках птиц с Лагуна-Посуэлос (Laguna de los Pozuelos) было обнаружено много семян растений рода сыть (Cyperus) размером 1200 на 700 мкм и частиц грязи размером 501—1000 мкм, при этом диатомовых водорослей было обнаружено очень мало. На озёрах Лагуны-Вилама в Аргентине чилийские фламинго потребляют более крупную пищу по сравнению с андскими фламинго и фламинго Джеймса, преимущественно жаброногих (Branchiopoda), бокоплавов, веслоногих ракообразных и личинок насекомых. Исследование желудков птиц, подстреленных экспедицией Джонсона, показало наличие в них более 20 видов диатомовых водорослей и большого количества песка, при этом остатки более крупных организмов в желудках отсутствовали, однако неизвестно, к каким южноамериканским видам они принадлежали.
Возможно, именно этот вид фламинговых Чарлз Дарвин наблюдал в Патагонии и описал в 1860 году в своей книге «Путешествие натуралиста вокруг света». Дарвин полагал, что чилийский фламинго питается червями, которых он добывает из грязи. В 1888 году немецкий натуралист Рудольф Амандус Филиппи предположил, что данный вид питается синезелёными водорослями рода носток (Nostoc), годом позже британские зоологи Филип Склейтер и Уильям Генри Хадсон вторили ему, обнаружив в желудке у чилийского фламинго «мясистую массу зеленовато окрашенного вещества» («pulpy mass of greenish colored staff»). В 1920 году американский орнитолог Александр Ветмор в провинции Буэнос-Айрес наблюдал чилийских фламинго, которые кормились в канале с большим содержанием Artemia в воде и предположил, что они могут входить в рацион данного вида. В 1945 году падре Рафаэль Эмилио Ус (Rafael Emilio Housse) включил в рацион чилийского фламинго кольчатых червей (Annelida), ракообразных (Crustacea), моллюсков (Mollusca) и водные растения. Дженкин отметила, что такое описание даёт мало представления о рационе: он может быть близок рациону розового фламинго или существенно отличаться от него.
У учёных расходятся мнения относительно того, выбирают ли чилийские фламинго подходящий корм или кормятся тем, что присутствует в водоёме. В Чилоэ разнообразие доступных организмов в воде было выше, чем обнаружено в помёте. При этом относительное количество Ammonia beccarii в кале существенно превышало их количество в водоёме, в то время как для Harpacticus и многощетинковых червей (Polychaeta) наблюдались обратные пропорции.

### Добыча пищи
У крупных видов фламинговых, в том числе чилийского фламинго, надклювье и подклювье имеют почти одинаковую ширину (иногда верхняя половина клюва немного шире). В схлопнутом виде небольшое пространство остаётся по сторонам клюва. По краям клюва расположены пластинки (lamellae), которые у представителей рода фламинго широко расставлены и позволяют фильтровать крупную пищу.
Подробное описание пластинок, которые формируют цедильный аппарат южноамериканских видов фламинго, было предпринято Вирджинией Маскитти (Virginia Mascitti) и Фернандо Освальдо Краветцем (Fernando Osvaldo Kravetz) в 2002 году. Размеры и форма пластинок на верхней челюсти чилийского фламинго меняются по направлению от основания клюва к его кончику: сначала они напоминают гребни, расположенные перпендикулярно линии клюва, а потом — крюки, загнутые под острым внутрь. Внешние пластинки верхней челюсти чилийского фламинго расположены на расстоянии 960 мкм на кончике клюва и 520 мкм у его основания, высота пластинок составляет 1620 и 525 мкм, а плотность — 8—14 или 18—21 пластинка на один см длины, соответственно. Внутренние пластинки верхней челюсти имеют высоту от 332 мкм на конце до 226 мкм у основания клюва, в одном мм расположено от 3—4 до 8—12 пластинок, соответственно. Количество рядов варьирует от 1—2 до 6—7 на мм. Среди южноамериканских фламинго у чилийского самое большое расстояние между внутренними пластинками верхней челюсти. В нижней челюсти внешние пластинки имеют высоту 430 мкм на конце клюва и 225 мкм у основания. В одном мм расположено от 7—8 до 11—12 пластинок, или от 1—2 до 9—12 рядов, соответственно. Таким образом, в закрытом состоянии клюв фламинго формирует сеть, ячейки которой имеют высоту 74 мкм и ширину 518 мкм у основания, высоту 611 мкм и ширину 598 мкм в районе перегиба и высоту 857 мкм и ширину 959 мкм у кончика клюва.
В 1957 году, когда Пенелопа Дженкин (Penelope Margaret Jenkin) опубликовала исследование цедильного аппарата фламинговых, подробное описание языка чилийского фламинго отсутствовало. Дженкин отметила на основании рассмотренного ею заспиртованного экземпляра, что форма и крупные детали языка совпадают с таковым у розового фламинго. Согласно исследованиям 2002 года, на крупном и мясистом языке чилийского фламинго расположено 20 шипов, размеры которых составляют от 3,5 до 1,0 мм и уменьшаются по направлению к его кончику.
Во время приёма пищи фламинго держат нижнюю челюсть неподвижно, а двигают преимущественно верхней челюстью. Почти всегда добывают пищу со дна, погружая в воду голову и всю шею. Чилийские фламинго постоянно опускают клюв в воду и вытаскивают его обратно. Они медленно двигаются почти по прямой, их скорость передвижения больше, чем у других южноамериканских представителей семейства. Крупные фламинго — красные, чилийские и розовые — топчутся на месте, поднимая таким образом потенциальную добычу со дна, в некоторых водоёмах густо покрытого растениями рода руппия (Ruppia). Около их ног часто находят корм трёхцветные плавунчики (Phalaropus tricolor). Согласно одним источникам, иногда стаи чилийских фламинго плавают и собирают зоопланктон прямо на поверхности воды, в то время как другие источники утверждают, что отсутствуют наблюдения чилийских фламинго, которые бы плавали и кормились одновременно.
Даже во время сезона размножения фламинго могут осуществлять продолжительные перелёты между гнездовыми колониями и местами, в которых они кормятся.

Питание чилийского фламинго
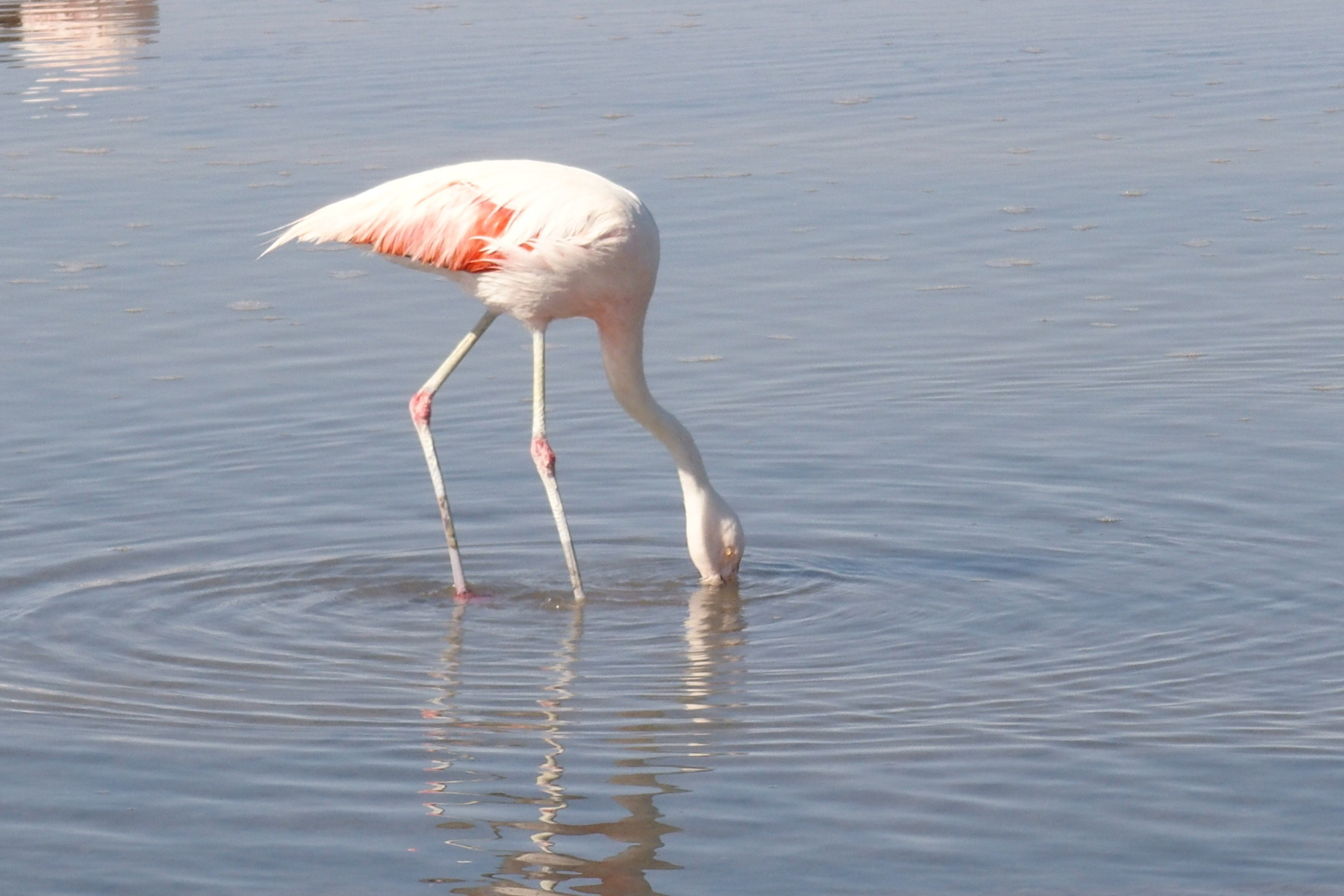
На солончаке Салар-де-Атакама
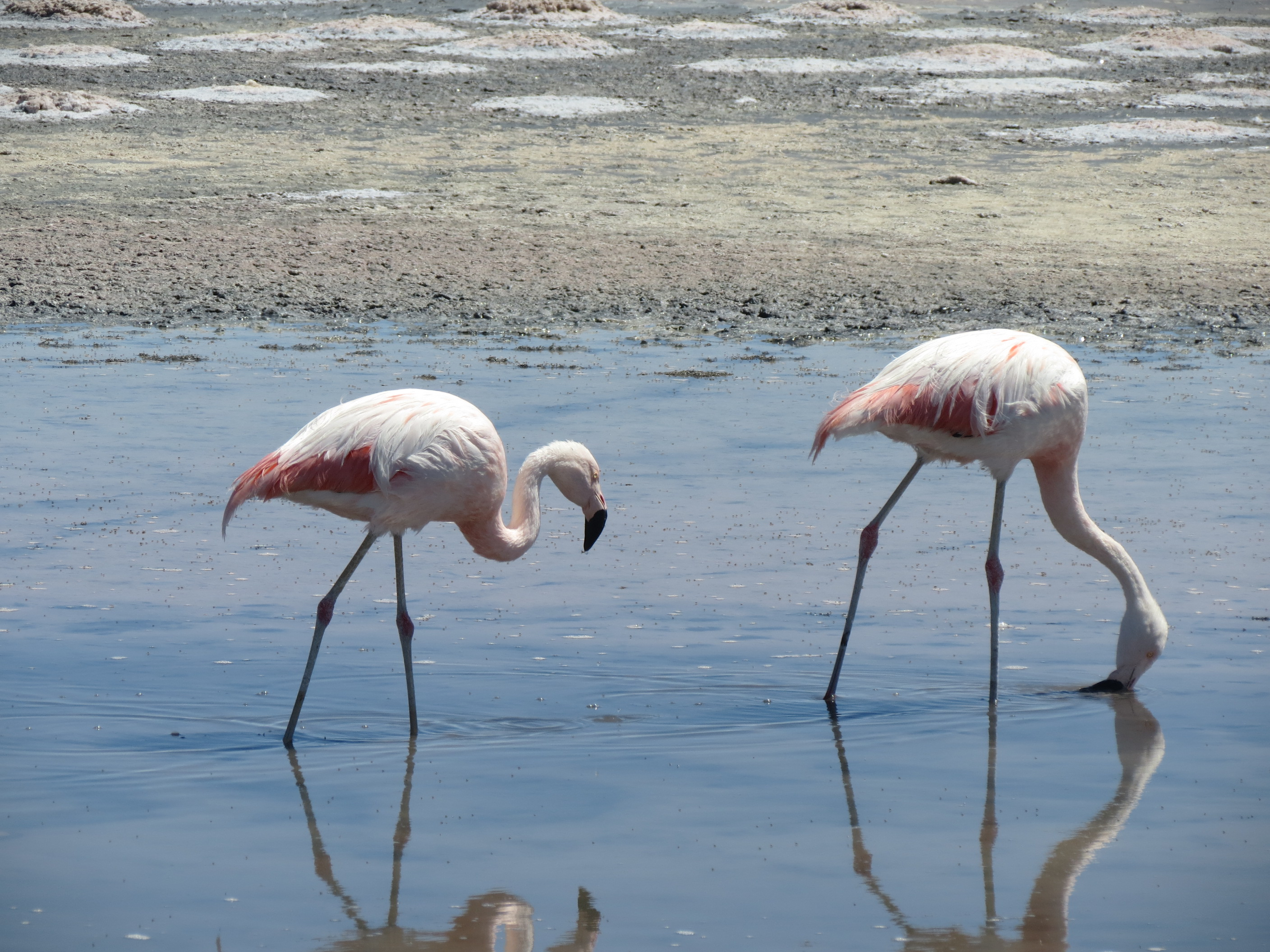
На озере Чаха
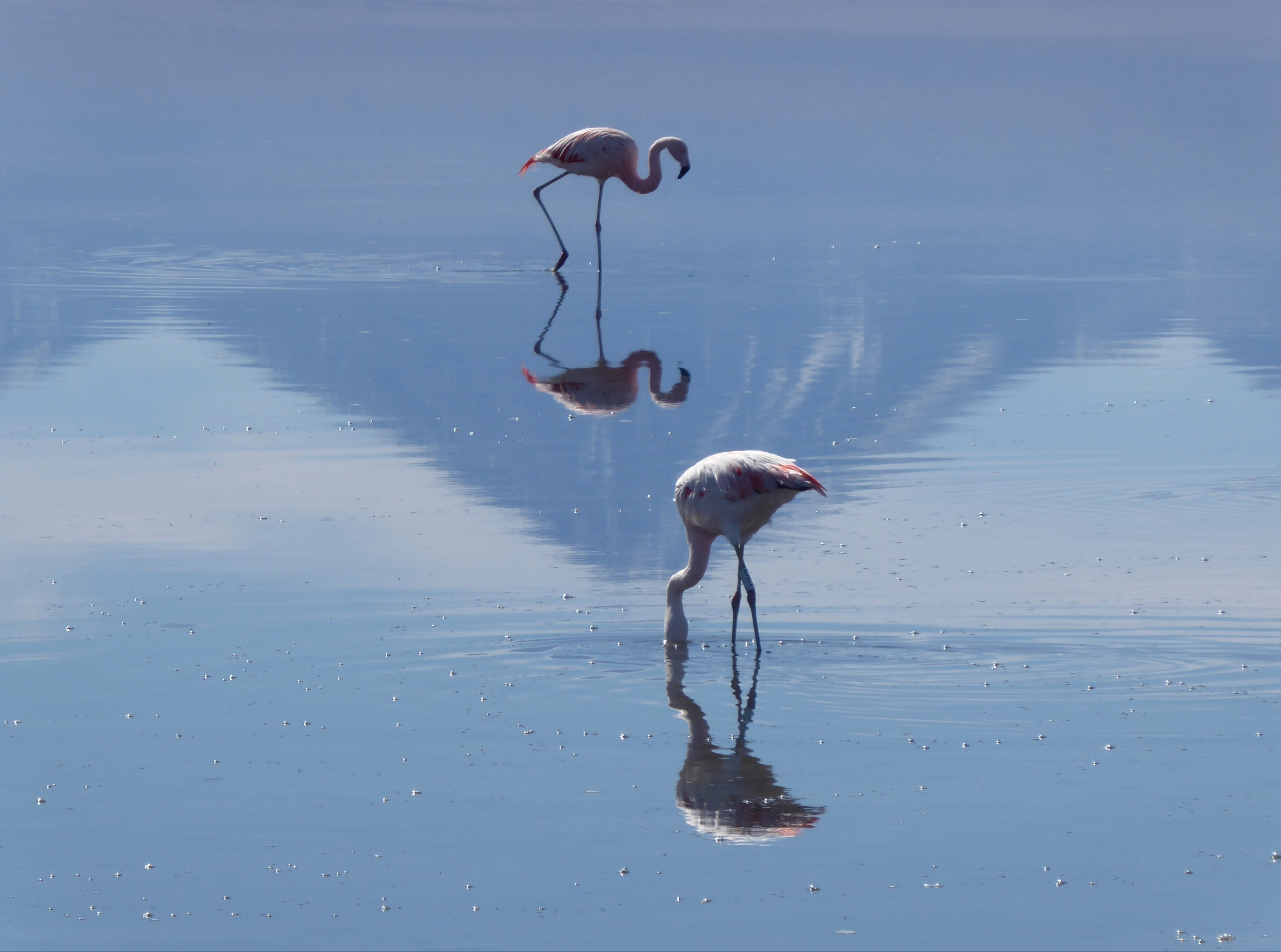
На озере Мисканти[англ.]
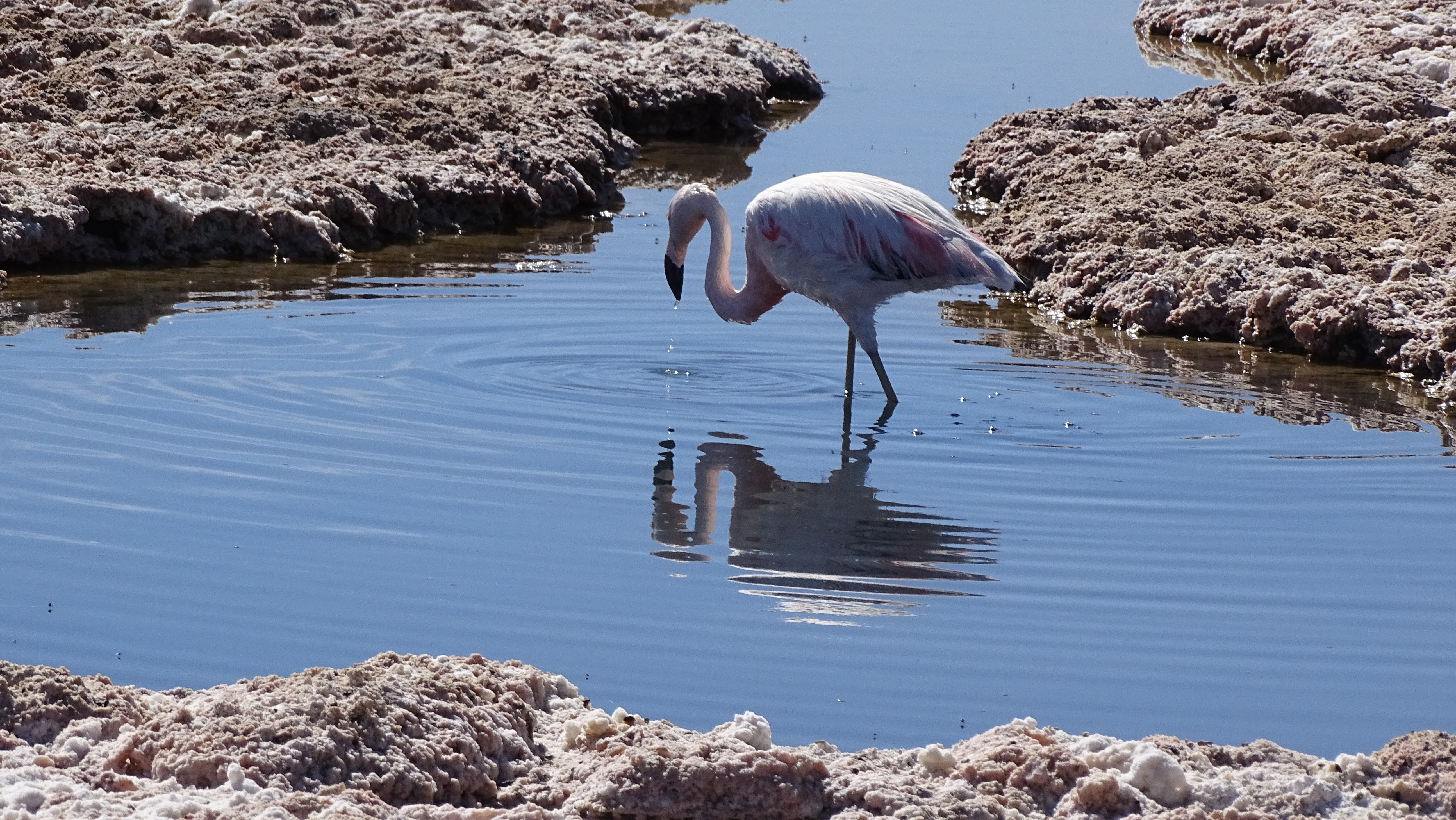
На озере Чаха

## Размножение
На юге Аргентины птицы откладывают яйца с ноября, в центральной части страны — с декабря, на Альтиплано — в январе — марте, в Перу — в октябре. Чилийские фламинго, как и малые фламинго (Phoeniconaias minor) в Африке и розовые фламинго в Камарге во Франции, могут откладывать яйца несколько сезонов подряд, а потом несколько лет не приносить потомства. И даже если гнездовая колония сформирована, не все птицы откладывают яйца в один год.
Чилийские фламинго могут размножаться в неволе.

### Гнёзда и гнездовые колонии
Гнездовые колонии обычно устраивают на грязевых островах. В Чили отмечали гнездовые колонии на каменистых островах, а в Боливии — на границе крупного ледника. В Перу птицы предпочитают формировать колонии в горах, кроме того, была отмечена небольшая колония на побережье, в болотистом районе близ города Такна (в 2012 году она насчитывала 60 гнёзд). В гнездовые колонии обычно собирается до шести тысяч пар чилийского фламинго, иногда до десяти тысяч, например на островах озера Мар-Чикита. На озере Мар-Чикита в аргентинской провинции Кордова, где отмечают до 100 тысяч птиц, в 1977 году было выведено около 30 тысяч птенцов, а в 1997 году — около 45 тысяч. В Андах устраивают смешанные колонии с андскими фламинго и фламинго Джеймса. В районах, где гнездовые колонии устраивают все три южноамериканских вида, наиболее продуктивная колония чилийского фламинго расположена на солончаке Салар-де-Сурире в Чили.
В брачном поведении фламинго обязательны элементы группового «танца». Репродуктивные инстинкты птиц срабатывают только в условиях массовости — с этой проблемой сталкивались зоопарки, в которых небольшие группы птиц не хотели размножаться. Спаривание, во время которого самка нередко вынуждена упираться клювом в субстрат, происходит на мелководье либо на суше. Птицы моногамны, по-видимому образуют пару на один сезон. Стюарт Хёльберт (Stuart Hurlbert) наблюдал борьбу между чилийскими фламинго.
Гнездо фламинговых представляет собой усечённый конус с небольшим углублением вверху. В Лагуна-Колорада экспедиция Джонсона обнаружила гнёзда из грязи высотой около 10 см и диаметром 45—50 см у основания и 28—30 см вверху. Расстояние между гнёздами составляло 6—8 см. Гнёзда принадлежали всем трём южноамериканским видам, отличить их не представлялось возможным. Члены экспедиции фиксировали гнездо с идентифицированными птицами, а затем добирались к нему и измеряли яйцо. Они смогли идентифицировать 18 гнёзд фламинго Джеймса, 14 гнёзд андского фламинго и 13 — чилийского. Хёльберт отметил, что на озере Лагуна-Колорада гнёзда фламинго защищены от наземных хищников участками очень мягкой и глубокой грязи, в то время как на озере Пурипика-Чико (англ. Puripica Chico), расположенном в 45 км к юго-востоку от Лагуна-Колорада, островки с гнёздами были отделены водой глубиной не более 10 см. На каменистых островах могут откладывать яйца прямо на землю. В районе прибрежного ветланда на юге Перу были обнаружены плавающие растительные гнёзда, преимущественно из свинороя пальчатого (Cynodon dactylon).

### Яйца и птенцы
Самка чилийского фламинго откладывает одно яйцо. Инкубационный период продолжается 27—31 день. По данным экспедиции Джонсона у чилийского фламинго размеры яиц составляют 87,6—100,0 мм на 50,0—56,5 мм (у андского фламинго — 80,9—90,9 мм на 52,8—57,2 мм, у фламинго Джеймса — 78,1—87,8 мм на 48,4—55,2 мм). Желток имеет насыщенный оранжево-красный цвет. Со временем учёные могли легко отличать яйца разных видов. По словам Джонсона, чтобы сесть на гнездо, птицы встают над ним, раздвигают ноги шире и падают на него, после чего устраиваются поудобнее, подгибая под себя ноги.
Только что вылупившиеся птенцы фламинго зрячие и активные, похожи на гусят. На основе исследований, проведённых в 2014 году в зоопарке города Ла-Плата в Аргентине, развитие птенцов происходит в три этапа. Птенцы возрастом до 15 дней имеют белый пуховый наряд, розовый прямой клюв и красные ноги. Первую неделю они остаются в гнезде, а потом покидают его. Со временем белый пух меняется на коричневатый, делая общий цвет наряда птенцов в возрасте от одного до трёх месяцев серым, клюв у них становится темнее, а лапы — серее. В это время начинает сгибаться клюв. Птенцы возрастом до пяти месяцев имеют разноцветное оперение: бледно-коричневые перья на спине, белые перья снизу и бледно-розовые — на внутренней стороне крыла. Основание клюва голубоватое, кончик — угольно-серый, ноги — светло-серые. Аналогично, три этапа развития птенцов были отмечены у родственных розового и красного фламинго. Птенцы встают на крыло в возрасте 70—80 дней.
В пищеводе родителей формируется питательная смесь — «молочко», по питательной ценности не уступающее молоку млекопитающих. Такой смесью, в состав которой помимо всего прочего входят кровь и лимфа, взрослые выкармливают потомство первые две недели (подобный способ кормления также характерен для пингвинов и голубей). Впоследствии молочко заменяется наполовину переваренной пищей, вскармливание продолжается вплоть до того, как птенцы начинают летать. К концу второго месяца молодые делают первые попытки добыть корм, хотя их клюв ещё недостаточно развит для этого. Окончательно цедильный аппарат формируется ко времени первого полёта птенцов фламинго.
На озере Мар-Чикита в 1977 году было отмечено около 29 тысяч молодых птиц и 32,5 тысяч взрослых птиц. С учётом того, что в колонии обычно присутствует только один взрослый (второй в это время питается в другом месте), общее число взрослых птиц оценивалось в 65 тысяч и отношение молодых птиц ко взрослым составляло 0,45, что говорит о высокой успешности размножения. Аналогичные показатели для розового фламинго в Камарге в 1969 году составили 0,41.

Размножение чилийского фламинго в зоопарке
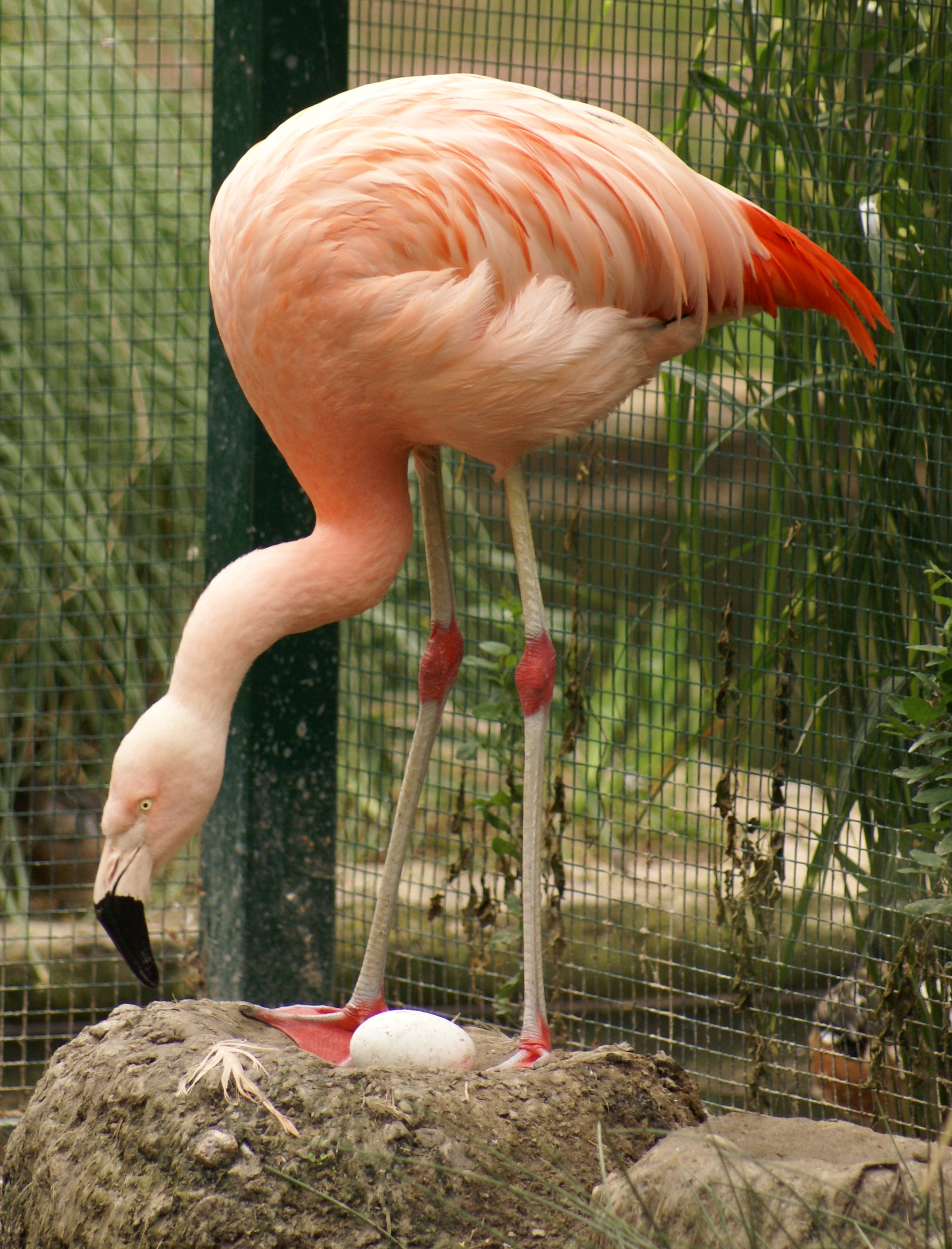
Птица на гнезде с яйцом
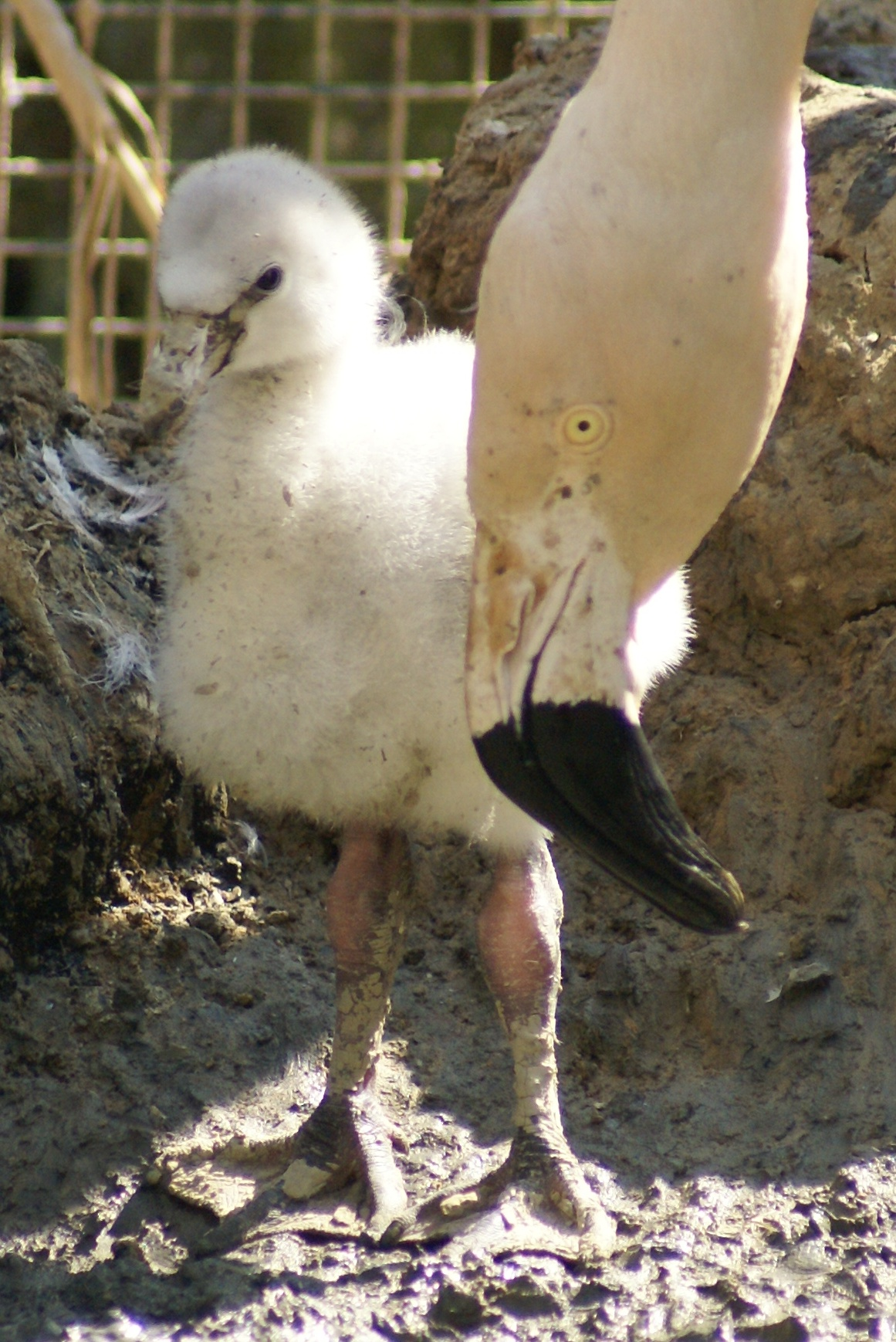
Маленький птенец
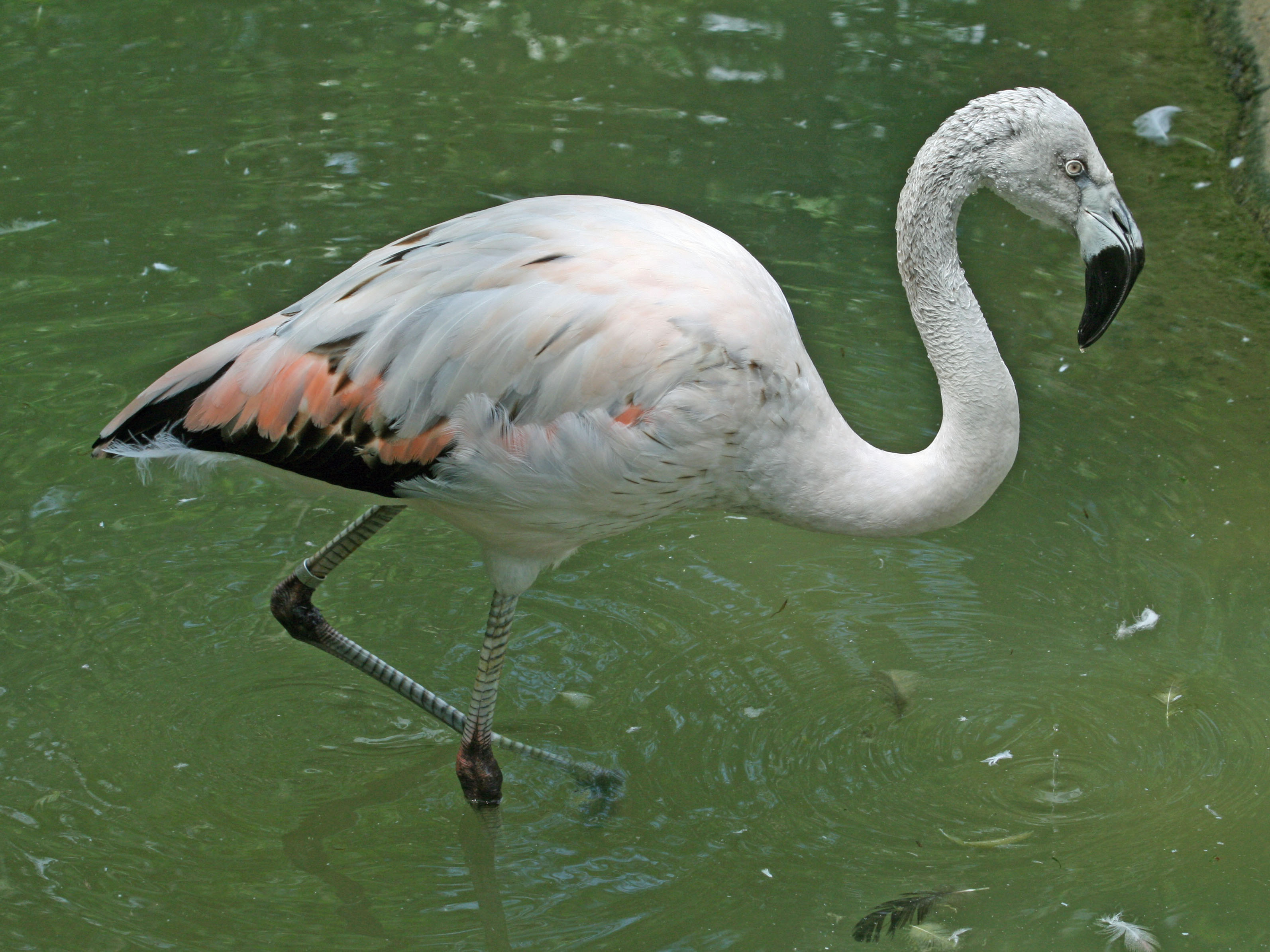
Молодая птица

## Взаимоотношение с человеком и охранный статус
Чилийский фламинго является самым распространённым фламинго в Южной Америке. В этом регионе регулярно проводятся международные одновременные переписи (International Simultaneous Census) фламинго как в зимнее, так и в летнее время, а также одновременные переписи сети ареала фламинго (Simultaneous Census of Network Sites). Летние переписи проводились в 1997, 1998, 2005, 2010 годы, зимние — 1998, 2000 годы, после чего было принято решение проводить переписи каждые пять лет. Одновременные переписи сети проходили, в частности, в 2007, 2008 и 2009 годы. После 2010 года было высказано предложение о совмещении времени летней переписи и переписи сети. Шестая международная одновременная перепись фламинго завершилась в феврале 2020 года. Ещё до этих международных событий менее масштабные переписи фламинго на северо-востоке Чили и юго-западе Боливии осуществлялись в 1970-х годах Хёльбертом и другими.
В 1970-е годы численность была оценена в 500 тысяч, однако эти данные скорее всего преувеличены. По оценкам конца 1980-х годов, в Аргентине обитало около 100 тысяч чилийских фламинго, в Чили — до 30 тысяч, в Перу и Боливии численность оценивали в десятки тысяч. В частности, в 1972 году на озере Поопо в Боливии обитало около 100 тысяч особей. Перепись 2010 года проходила в январе и феврале и включала 259 различных участков на территории Аргентины, Боливии, Чили и Перу. Во время переписи было отмечено 280 752 особи чилийского фламинго. Предыдущие переписи имели заметно меньшие результаты для чилийского фламинго (39 087 в 1997 году, 25 777 в 1998 году и 40 889 в 2005 году), что связано с увеличением территории переписи на 62 % и включением в неё озера Мар-Чикита, на котором были отмечены 62 % чилийских фламинго. Так как перепись не покрывала весь ареал, общая численность была оценена в 300 тысяч особей.
Международный союз охраны природы относит чилийского фламинго к видам, близким к уязвимому положению (NT), так как возможно быстрое сокращение его численности. Вид включён во второе приложение Конвенции о международной торговле видами дикой фауны и флоры, находящимися под угрозой исчезновения и во второе приложение Боннской конвенции по сохранению мигрирующих видов диких животных.
Снижение численности учёные связывают со сбором яиц чилийского фламинго, который продолжается по сей день и может приводить к полной неудаче сезона размножения в отдельно взятых колониях. Согласно другой точки зрения, сбор яиц фламинго восходит к культуре коренных народов горных районов и в равнинных регионах Аргентины распространён заметно меньше. В частности, за время многолетних наблюдений на озере Мар-Чикита сбор яиц не был отмечен ни разу, в то время как был обнаружен незаконный отлов птиц, вывоз за пределы региона (в том числе на самолётах) и создание подложных документов для последующей перепродажи. Заметное снижение численности было зафиксировано в центральной части Чили и во влажных пампасах в Аргентине. На озере Мар-Чикита, где расположена важная гнездовая колония, происходит отбор воды для ирригации. Массовая гибель фламинго и других птиц в районе дельты реки Рио-Сегундо в центральной части Аргентины в январе 1975 года может быть связана с токсичными отходами, сбрасываемыми в реку, или со вспышкой птичьего ботулизма.

## Систематика

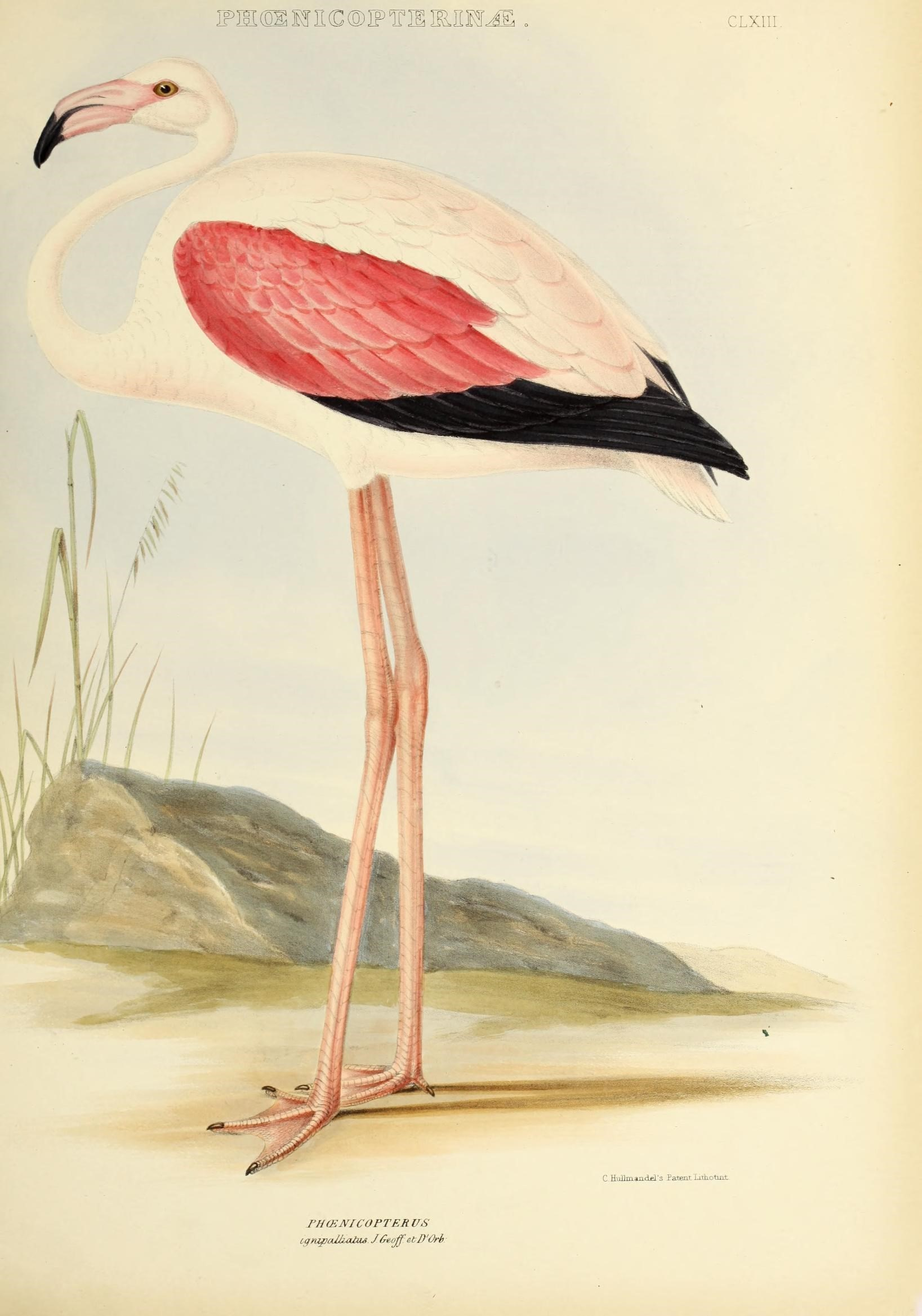
Phoenicopterus ignipalliatus, 1849 год

Чилийский фламинго был впервые описан чилийским натуралистом Хуаном Игнасио Молиной в 1782 году. В XIX веке использовалось также название Phoenicopterus ignipalliatus, которое в 1832 году дали чилийскому фламинго французские натуралисты Альсид Дессалин Д’Орбиньи и Этьенн Жоффруа Сент-Илер. Названия всех родов фламинго связаны с древнегреческим корнем др.-греч. φοῖνιξ — «багровый». В Древней Греции краснокрылые птицы получили название по имени финикийцев, с которыми греков связывали торговые отношения. Phoenicopterus в буквальном переводе означает «огненнокрыл»: др.-греч. φοῖνιξ — «багровый», др.-греч. πτερόν — «крыло».
Современные виды семейства фламинговых можно разделить на две группы на основе строения клюва. У птиц рода фламинго (Phoenicopterus) наблюдается примитивное строение. Надклювье у этих птиц имеет одинаковую ширину с нижней челюстью, или немного шире, оставляя небольшое пространство в закрытом состоянии, которое позволяет фильтровать крупные частицы, в частности, моллюсков и ракообразных. У остальных фламинго более специализированный кормовой аппарат. У них надклювье заметно уже подклювья и плотно прилегает к нему, что позволяет фильтровать только более мелкие частицы, в основном сине-зелёные и диатомовые водоросли.
Международный союз орнитологов относит данный вид к роду фламинго (Phoenicopterus) и не выделяет подвидов.